# Congost d'Arboló
El Congost d'Arboló és un congost situat en el límit dels termes municipals de Baix Pallars (antic terme de Gerri de la Sal) i de Soriguera (antic terme d'Estac), tots dos a la comarca del Pallars Sobirà.
Comença, aigües avall, en el lloc on la Noguera Pallaresa rep per la dreta la Llau d'Espital d'Erta, al paratge denominat Espitalderta, entre el Tros de la Borda (al nord) i els Prats (al sud). En aquest lloc també es troben a llevant la cua de la Roca Punxeguda i a ponent, l'extrem sud del Túnel de Costoja. En aquest lloc comença precisament el tram on el termenal entre els dos termes municipals esmentats discorre pel bell mig de la Noguera Pallaresa; aquest tram és tot el Congost d'Arboló, sencer.
El riu segueix en aquell lloc la direcció de nord-est a sud-oest. Al cap de 100 metres justos, el riu fa una abrupta giragonsa en angle recte per agafar la direcció de nord-oest a sud-est. A llevant del congost s'estén el Bosc de la Llau Fonda, i tot seguit torna a girar en angle recte, però d'una forma més suau, agafant la direcció primera. Deixa a l'esquerra la cua del Serrat des Romers i poc després la Llau Fonda, i a la dreta la boca nord del Túnel d'Arboló de la carretera general. Poc després el riu continua fent contínues girades, a causa del relleu accidentat que travessa, i fa una primera girada on agafa la direcció est-oest, després de la qual troba el Pont d'Arboló i a la dreta el paratge dels Pontets. Poc després hi ha un altre sobtat canvi de direcció, en un marcat angle agut. És el lloc on el marge esquerre del riu està ocupat per la Roca del Lladre, relacionat amb el bandoler Lliser d'Arcalís, a l'extrem de ponent de la qual, pràcticament penjada damunt del riu i el congost, es troba l'ermita de la Mare de Déu d'Arboló.
Davant seu, a la dreta del riu, hi ha la boca sud del Túnel d'Arboló, sota la Solana de Costoia, lloc on s'acaba el Congost d'Arboló, uns 150 metres abans de trobar, a la dreta del riu, el poblet del Comte.